# 카미유 존스
카미유 존스(영어: Camille Jones, 1973년 6월 25일 ~ )는 덴마크의 가수, 싱어송라이터이다.